# Humanitätsverein
Als Humanitätsverein werden im Judentum Hilfsvereine bezeichnet, die für Humanität und Toleranz eintreten und sich der Wohlfahrtspflege für arme und bedürftige Gemeindemitglieder widmen.
Bedeutende Humanitätsvereine waren oder sind:
- Die 1780 in Breslau gegründete Gesellschaft der Brüder, der weitere Gründungen folgten
- Die 1792 in Berlin gegründete Gesellschaft der Freunde
- Die 1843 in New York gegründete internationale Loge B’nai B’rith
- Der 1889 im österreichischen Teil Österreich-Ungarns gegründete Loge Austria, die (wie ihre Nachfolgegründungen) wegen Verbots von Freimaurerlogen Israelitischer Humanitätsverein genannt wurde